# Bruno Berellini
Bruno Berellini (Roanne, 5 luglio 1925 – Principato di Monaco, 1995) è stato un partigiano francese naturalizzato italiano.

## Biografia
Bruno Berellini, trasferitosi in Liguria per lavorare all'Ansaldo, nel 1943 si iscrive al Partito Comunista Italiano e dopo l’8 settembre diviene comandante della Brigata Arzani della Divisione Garibaldi "Cichero", combattendo nella Battaglia di Pertuso ed inseguito dal febbraio 1945 confluisce nella Divisione Garibaldi "Pinan-Cichero",  fino alla liberazione di Genova nell'aprile del 1945. Negli anni ‘50 viene scoperto dal regista Carlo Lizzani che lo dirigerà in tre pellicole.
Nel Partito Comunista Italiano continua la sua carriera politica che lo vedrà nel 1964 essere eletto consigliere nella provincia di Genova.
Verrà nuovamente riconfermato nelle elezioni del 1970 e nel 1975.
Nel 1980 scrive il libro La morte di Michel in cui descrive le tappe dell’avventura resistenziale vissuta. Il saggio di Berellini che già dal titolo rievoca la vicenda di Aureliano Galeazzo verrà nuovamente ristampato nel 2006. Il comune di Cogoleto gli dedica il suo Auditorium.

## Filmografia
- Achtung! Banditi!, regia di Carlo Lizzani (1951)
- Ai margini della metropoli, regia di Carlo Lizzani e Massimo Mida (1953)
- Cronache di poveri amanti, regia di Carlo Lizzani (1954)

## Pubblicazioni
- La morte di Michel, Editore Vangelista (1980)